# Ловитор
«Ловитор» — кінофільм режисера Фархота Абдуллаєва, що вийшов на екрани в 2005 році.

## Зміст
Інвалід Алик і його подруга Мара - двоє дорослих, яким покірливо підкоряються підлітки, віддаючи всі гроші, зароблені жебракуванням, миттям машин, контрабандою. Вони готові віддати все заради мрії вибратися з того світу, в який вони потрапили. Але одного разу в команду потрапляє Колян - маленький, але міцний і впертий хлопчисько. Він змінить їхнє життя, а команда змінить його самого. Саме тут зустріне він свою першу любов і саме йому судилося відкрити підліткам очі на навколишню дійсність. Але чи будуть вони вдячні йому?

## Ролі
| Актор                 | Роль |
| --------------------- | ---- |
| Євгенія Добровольська | -    |
| Олег Кулаєв           | -    |
| Олександр Наумов      | -    |
| Гліб Пускепаліс       | -    |
| Анастасія Яковлєва    | -    |
| Ольга Хохлова         | -    |
| Олександр Вілков      | -    |
| Єгор Клейменов        | -    |
| Вадим Гусєв           | -    |
| Олександр Толубаев    | -    |

## Знімальна група
- Режисер — Фархот Абдуллаєв
- Сценаристи — Фархот Абдуллаєв, Євген Мітько
- Продюсери — Андрій Бондаренко, Михайло Калатозішвілі, Олексій Комаринський
- Композитори — Дато Евгенідзе, Марина Макарова